# 4709 Ennomos
4709 Ennomos је Јупитеров тројански астероид. Приближан пречник астероида је 80,85 ,
а средња удаљеност астероида од Сунца износи 5,218 астрономских јединица (АЈ).
Инклинација (нагиб) орбите у односу на раван еклиптике је 25,481 степени, а орбитални период износи 4354,625 дана (11,922 годину). Ексцентрицитет орбите астероида износи 0,022.
Апсолутна магнитуда астероида износи 8,90 а геометријски албедо 0,074.
Астероид је откривен 12. октобра 1988. године.